# Wyżyna Lubelsko-Lwowska

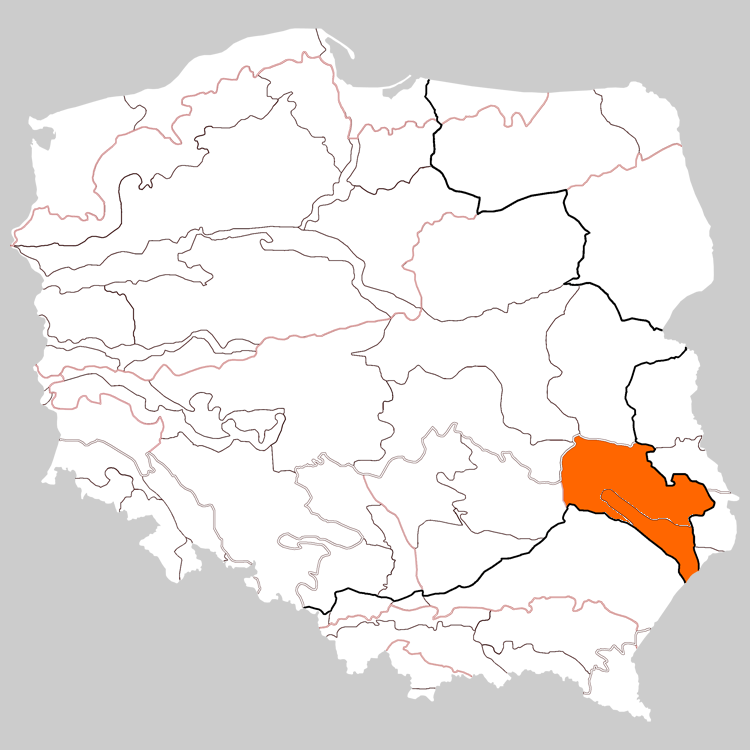
Wyżyna Lubelsko-Lwowska

Wyżyna Lubelsko-Lwowska (343) – wyżynna podprowincja fizycznogeograficzna w południowo-wschodniej Polsce i zachodniej Ukrainie, stanowiąca najdalej na wschód wysuniętą część Wyżyn Polskich. Położona jest na wschód od Wisły, głównie na terenie województwa lubelskiego.
Na terenie Polski Wyżyna Lubelsko-Lwowska dzieli się na:
343.1 Wyżyna Lubelska
343.11 Małopolski Przełom Wisły
343.12 Płaskowyż Nałęczowski
343.13 Równinę Bełżycką
343.14 Kotlinę Chodelską
343.15 Wzniesienia Urzędowskie
343.16 Płaskowyż Świdnicki
343.17 Wyniosłość Giełczewską
343.18 Działy Grabowieckie
343.19 Padół Zamojski
343.2 Roztocze
343.21 Roztocze Zachodnie
343.22 Roztocze Środkowe
343.23 Roztocze Wschodnie